# (10159) Tokara
(10159) Tokara (1994 XS4) – planetoida z pasa głównego asteroid okrążająca Słońce w ciągu 3,75 lat w średniej odległości 2,41 j.a. Odkryta 9 grudnia 1994 roku.